# Andre Johnson
Andre Lamont Johnson (Miami, 11 luglio 1981) è un ex giocatore di football americano statunitense che ha giocato nel ruolo di wide receiver nella National Football League. Detiene quasi tutti i record su ricezione degli Houston Texans con cui ha giocato al 2003 al 2014. Al college ha giocato a football all'Università di Miami. È stato introdotto nella Pro Football Hall of Fame nel 2024.

## Carriera professionistica

### Houston Texans

#### 2003
Johnson fu scelto come terzo assoluto nel Draft NFL 2003. Johnson assunse l'avvocato esperto di diritto sportivo Don West Jr. per negoziare il suo contratto da rookie con i Texans. Johnson firmò un contratto di sei anni del valore di 39 milioni di dollari e fu in grado di presentarsi in tempo training camp malgrado la lunghezza della negoziazione. Il contratto da rookie di Johnson incluse oltre 13,501 milioni di dollari garantiti in compensazioni.
Nella sua stagione da rookie, Johnson giocò tutte le 16 partite stagionali da titolare, facendo registrare 66 ricezioni per 976 yard e 4 touchdown. Nel 2004 ebbe la prima di una serie di grandissime annate, mettendo a segnò 79 ricezioni per 1.142 yard e 6 touchdown, venendo selezionato per il suo primo Pro Bowl.

#### 2004-2007
Nella stagione successiva, Johnson giocò solo 13 partite a causa di un infortunio, mettendo a segno 63 ricezioni per 688 yard e 2 touchdown. Di ritorno dall'infortunio nel 2006, Johnson guidò la NFL in ricezioni con 103 per 1.147 yard e 5 TD, venendo nuovamente convocato per il Pro Bowl.
Il 3 marzo 2007, i Texans fecero firmare a Johnson un'estensione contrattuale di sei anni, l'accordo fu del valore di 60 milioni di dollari, compresi 15 milioni garantiti.
Nel 2007, Johnson saltò 7 gare a causa di un infortunio. Tornò a metà stagione finendo con 851 yard ricevute ed un record in carriera di 8 touchdown ricevuti. Andre guidò la NFL nel 2007 in yard ricevute a partita con 95,6.

#### 2008-2010
Il 14 dicembre 2008, Johnson giocò la sua prima partita da 200 yard ricevendone 207 yard con 1 touchdown nella vittoria dei Texans 13–12 sui Titans. Johnson terminò la stagione 2008 con i record in carriera di 115 ricezioni e 1.575 yard ricevute (entrambi migliori risultati della lega) e 8 TD . Quella stessa stagione, Johnson divenne il primo giocatore nella storia della NFL a registrare 7 gare con almeno 10 ricezioni.

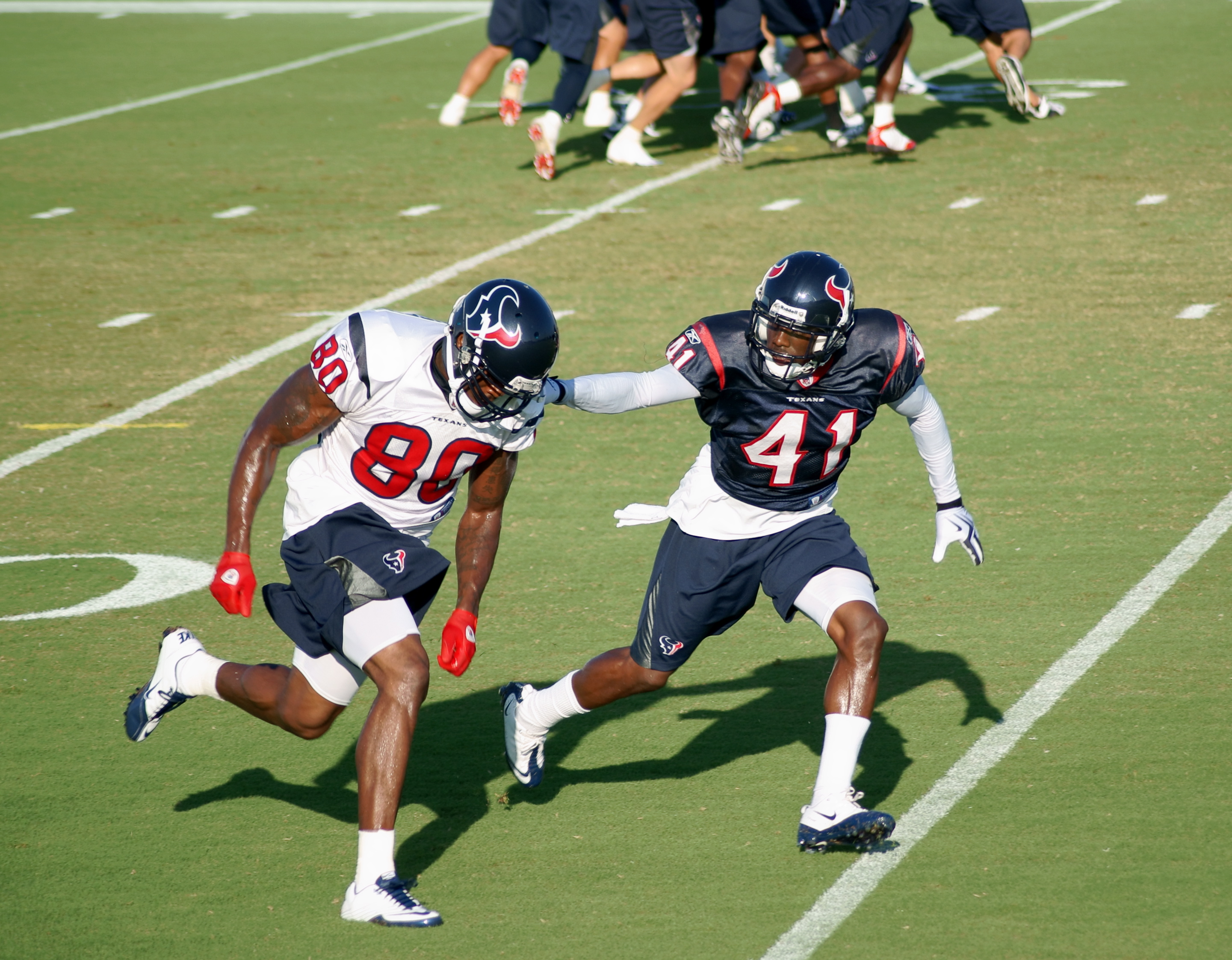
Johnson in allenamento nel 2010.

Dopo la fine della stagione 2009, conclusa con 101 ricezioni per 1.569 yard e 9 touchdown (nuovo primato in carriera), Johnson raggiunse Jerry Rice come unico altro giocatore ad aver guidato la lega in yard ricevute per più stagioni consecutive dalla fusione con la AFL.
Il 4 agosto 2010, Johnson divenne il più pagato ricevitore nella storia della NFL quando firmò un'estensione contrattuale di due, la quale portò la scadenza del suo contratto al 2016.

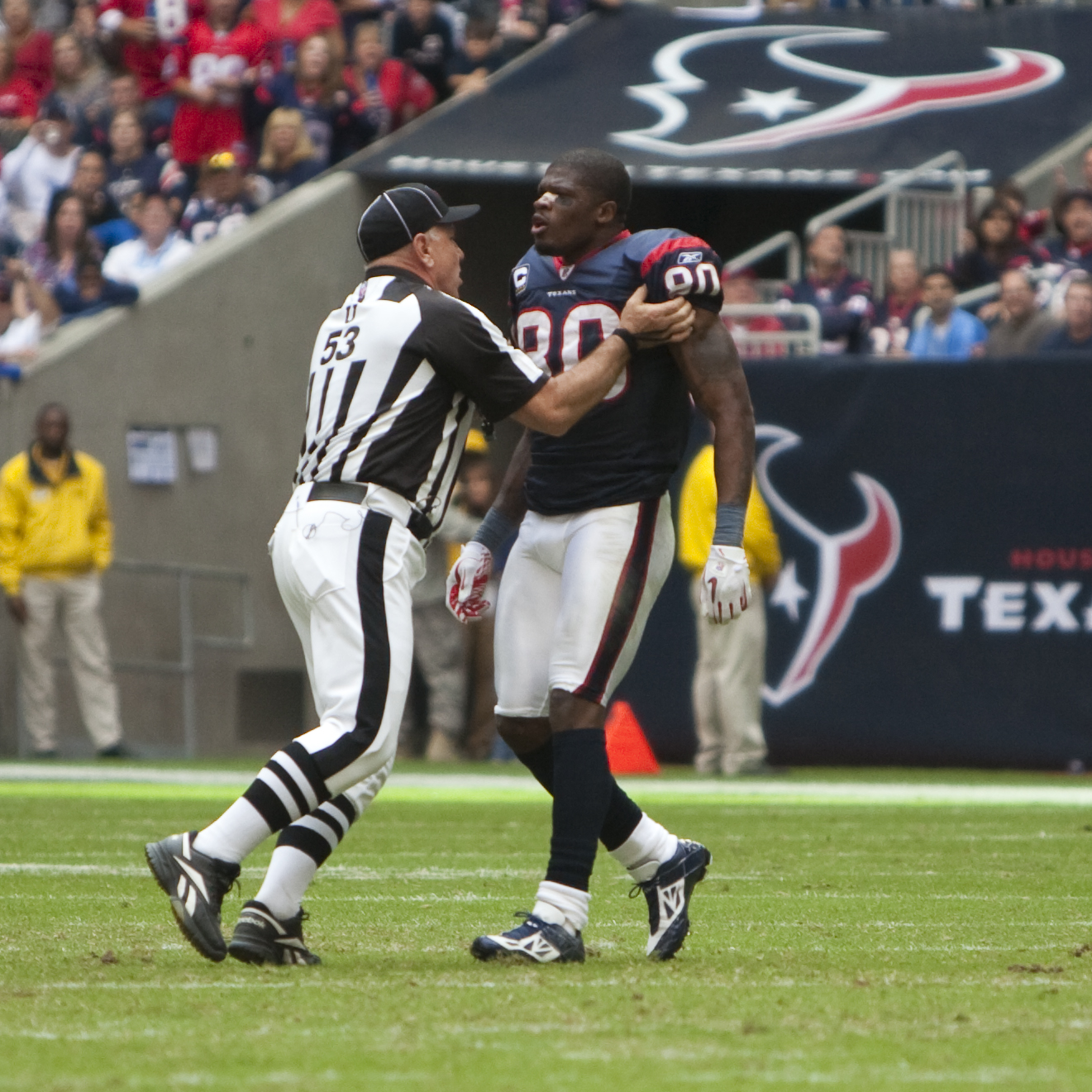
Johnson viene allontanato da un arbitro dopo la rissa con Cortland Finnegan dei Tennessee Titans

Il 28 novembre 2010, Johnson ebbe una rissa contro il cornerback dei Tennessee Titans Cortland Finnegan durante la 12ª settimana della stagione a Houston. I loro caschi volarono via durante lo scontro, con Finnegan che tolse l'elmetto a Johnson, cadde al tappeto e fu preso a pugni nella testa. Entrambi i giocatori furono espulsi dalla partita ed evitarono sospensioni, ma furono multati di 25.000 dollari per il loro comportamento. A fine anno, Johnson fu nuovamente convocato per il Pro Bowl.

#### 2011
Le cose iniziarono bene per i Texans nella stagione 2011 e Johnson nelle prime tre settimana ricevette 7 passaggi in ogni partita 7 passaggi, ricevendo sempre almeno 90 yard e segnando 2 TD. Purtroppo, proprio mentre una delle stelle della squadra, il running back Arian Foster, stava tornando da un infortunio, Johnson stesso subì un infortunio nella settimana 4 contro i Pittsburgh Steelers.Nel secondo quarto, mentre Johnson stava tentando di ricevere un passaggio da Matt Schaub, cadde senza venire toccato, infortunandosi al tendine del ginocchio. L'infortunio lo tenne fuori per sei settimane, fino al dodicesimo turno della stagione contro i Jacksonville Jaguars.
Nella settimana 13 contro gli Atlanta Falcons, Johnson compì quattro ricezioni per 97 yard, compreso un passaggio da 50 yard, il più lungo della stagione. Durante il terzo periodo della gara però. Andre si infortunò nuovamente al tendine rimanendo fuori per altre 3 gare tornando nell'ultima gata stagionale contro i Tennessee Titans. Johnson giocò un numero limitato di snap dal momento che i Texans erano già sicuri della vittoria per la prima volta nella loro storia della AFC South e del terzo posto nella conference. La prima qualificazione ai playoff della franchigia nella sua storia avvenne praticamente senza i suoi migliori giocatori offensivi dell'anno precedente dal momento che Johnson, Foster e il QB Shaub furono in campo insieme soltanto in tre partite della stagione.
Nella sua partita di debutto nei playoff, Andre non deluse le attese. Egli ricevette 5 palloni per un totale di 90 tard, compreso un touchdown da 40 yard. I Texans vinsero 31-10 e avanzarono al divisional round dove persero coi Baltimore Ravens. Johnson ricevette 8 passaggi per 111 yard durante la partita. A fine stagione, il giocatore fu votato al 15º posto nella NFL Top 100, l'annuale classifica dei migliori cento giocatori della stagione.

#### 2012
Il 9 settembre, nella partita di debutto della stagione 2012, Andre iniziò la stagione nel migliore dei modi ricevendo 119 yard e segnando un touchdown nella vittoria dei Texans per 30-10 in casa dei Miami Dolphins. Con la vittoria sui Denver Broncos della settimana 3, i Texans partirono per la prima volta nella loro storia con un record di 3-0: Johnson ricevette due passaggi per 72 e segnò un touchdown da oltre 60 yard. Nella settimana 4 i Texans continuarono la loro marcia da imbattuti superando nettamente i Tennessee Titans con Andre che ricevette 3 passaggi per 56 yard.
Nella settimana 6 i Texans subirono la prima netta sconfitta stagionale contro i Packers: Johnson guidò la squadra con 8 ricezioni per 75 yard, superando il muro delle 10.000 yard ricevute in carriera. Houston si rifece nel turno successivo dominando i Baltimore Ravens per 43-13 con Andre che guidò nuovamente la squadra con 86 yard ricevute .
Dopo la settimana di pausa, i Texans batterono agevolmente i Buffalo Bills con il ricevitore che guadagnò 118 yard
Nella settimana 11, i Texans, la squadra col miglior record della lega, vinsero una partita epica contro i Jacksonville Jaguars, ultimi nella NFL con una sola vittoria. Tra continui ribaltamenti di fronte, Houston la spuntò ai supplementari, con Johnson che giocò una partita stratosferica con 14 passaggi ricevuti (record di franchigia) per 273 yard, primato in carriera e nona prestazione di tutti i tempi, e un touchdown da 48 yard che decise la gara ai supplementari .
Nella gara del Giorno del Ringraziamento Johnson e i Texas giocarono una gara simile alla precedente, vincendo solo ai supplementari contro i Detroit Lions. Andre ricevette nove passaggi per 188 yard.
A fine mese, Johnson fu votato come miglior giocatore offensivo della AFC di novembre, periodo in cui ricevette 35 passaggi per 614 yard.
Nel Monday Night Football della settimana 14 Houston perse la seconda gara stagionale contro i Patriots malgrado 95 yard ricevute da Johnson. La domenica successiva, 151 yard ricevute (con un touchdown) permisero al giocatore di superare quota 11.000 in carriera. Nella settimana 15 Houston si assicurò il secondo titolo di division consecutivo battendo i Colts. Una settimana dopo i Texans persero la terza gara del 2012 contro i Minnesota Vikings con Andre che ricevette 97 yard. Tre giorni dopo fu convocato per il sesto Pro Bowl in carriera come titolare della AFC.
Nell'ultimo turno di campionato i Texans si giocarono la possibilità di saltare il primo turno di playoff perdendo la terza gara nelle ultime quattro. Contro i Colts, Johnson ricevette 12 passaggi per 141 yard. La sua stagione regolare si concluse con 112 ricezioni (quarto nella NFL), 1.598 yard (secondo) e 4 touchdown. Il 12 gennaio 2013 fu inserito nel Second-team All-Pro.
Come l'anno precedente, i Texans eliminarono facilmente i Bengals nel primo turno di playoff con Johnson che ricevette 4 passaggi per 62 yard. La stagione di Houston si arrestò per il secondo anno consecutivo nel divisional round a causa della sconfitta contro i Patriots, con Andre che ricevette 95 yard.
A fine anno, Johnson fu posizionato al numero 14 nella classifica dei migliori cento giocatori della stagione.

#### 2013
Nella prima gara della stagione, i Texans rimontarono uno svantaggio di 21 punti alla metà del terzo quarto sui San Diego Chargers a cui Johnson contribuì con 12 ricezioni per 146 yard. Dopo una vittoria anche nella settimana seguente, i Texans precipitarono arrivando a perdere sei gare consecutive. Johnson segnò i primi touchdown della stagione solo nella settimana 9 quando ricevette 229 yard e 3 TD dal quarterback rookie Case Keenum nella sconfitta contro i Colts, nella gara in cui superò le 12.000 yard ricevute in carriera. La domenica successiva altri due touchdown segnati non furono sufficienti per battere i Cardinals. Nella settimana 11 ricevette 116 yard ma si fece notare soprattutto per un acceso diverbio a bordo campo con Schaub, entrato a sorpresa nel terzo quarto per sostituire l'ottimo Keenum, coi Texans che persero l'ottava gara consecutiva.
Nel settimana 13, con 154 yard ricevute, Johnson raggiunse l'Hall of Famer Don Maynard al quinto posto nella classifica di tutti i tempi per il maggior numero di gare da cento yard ricevute. I Texans persero però l'undicesima gara consecutiva, costando la panchina all'allenatore Gary Kubiak. Il 27 dicembre fu premiato con la settimana convocazione al Pro Bowl in carriera. La sua stagione si concluse al terzo posto nella lega con 109 ricezioni, per 1.407 yard e 5 touchdown, mentre i Texans terminarono col peggior record della NFL (2-14). A fine anno fu votato al 21º posto nella NFL Top 100 dai suoi colleghi.

#### 2014
Nella prima gara della stagione 2014, Johnson guidò i suoi con 93 yard ricevute nella vittoria contro i Reskins che interruppe una striscia negativa di 14 sconfitte negative dei Texans. Nella settimana 6, pur giocando con un doloroso infortunio alla caviglia, divenne il secondo più veloce giocatore della storia a raggiungere le 13.000 yard ricevute in carriera dopo Jerry Rice, nella gara del Thursday Night contro i Colts in cui segnò anche il primo touchdown stagionale. Con tre ricezioni nella settimana 12 contro i Bengals, Johnson entrò tra i primi dieci giocatori di tutti i tempi per ricezioni in carriera. Sette giorni dopo segnò il suo secondo TD nel netto 45-21 casalingo sui Titans. Con sei ricezioni nel penultimo turno contro i Ravens arrivò a quota mille in carriera, il secondo giocatore più veloce di tutti i tempi a tagliare tale traguardo dopo Marvin Harrison. Nell'ultima partita ricevette un massimo stagionale di 134 e un touchdown, nella vittoria dei Texans sui Browns che riportò la squadra a un record positivo dopo la disastrosa stagione precedente. Il 9 marzo 2015, Johnson fu svincolato dopo dodici stagioni a Houston.

### Indianapolis Colts
L'11 marzo 2015, Johnson firmò un contratto triennale del valore di 21 milioni di dollari con gli Indianapolis Colts. Ebbe una partenza lenta con la nuova squadra, finché nel quinto turno, proprio contro i suoi Texans, segnò i primi due touchdown nella vittoria della gara del giovedì notte. Torno a segnare solo nell'ultimo turno, chiudendo la stagione con un minimo in carriera di 457 yard ricevute mentre i Colts, partiti con l'ambizione di raggiungere il Super Bowl, non si qualificarono per i playoff.

### Tennessee Titans
Il 29 luglio 2016, Johnson firmò con i Tennessee Titans. Dopo sei presenze, di cui quattro come titolare, in cui segnò due touchdown, Johnson il 31 ottobre 2016 annunciò il proprio. Il 19 aprile 2017 siglò un contratto di un giorno con i Texans così da potersi ufficialmente ritirare come membro della squadra. Durante la conferenza stampa di addio, Johnson disse che il suo unico rimpianto fu quello di non essere riuscito a condurre i Texans alla vittoria del campionato.
Il 19 dicembre 2017, Johnson è stato il primo giocatore ad essere introdotto nel Texans Ring of Honor.

## Palmarès
- Convocazioni al Pro Bowl: 7

2004, 2006, 2008, 2009, 2010, 2012, 2013
- All-Pro: 5

2006, 2008, 2009, 2010, 2012
- Leader della NFL in yard ricevute: 2

2008, 2009
- Giocatore offensivo del mese della AFC: 2

ottobre 2008, novembre 2012
- PFWA All-Rookie Team - 2003
- Club delle 10.000 yard ricevute in carriera
- Texans Ring of Honor
- Pro Football Hall of Fame (classe del 2024)

## Statistiche
Stagione regolare
|          |                |     |     | Ricezioni | Ricezioni | Ricezioni | Ricezioni | Ricezioni | Corse | Corse | Corse | Corse | Corse | Fumble | Fumble |
| Anno     | Squadra        | P   | PT  | Ric       | Yard      | Media     | Max       | TD        | Ten   | Yard  | Media | Max   | TD    | Fatti  | Persi  |
| -------- | -------------- | --- | --- | --------- | --------- | --------- | --------- | --------- | ----- | ----- | ----- | ----- | ----- | ------ | ------ |
| 2003     | Houston Texans | 16  | 16  | 66        | 976       | 14,8      | 46        | 4         | 5     | −10   | −2,0  | 11    | 0     | 0      | 0      |
| 2004     | Houston Texans | 16  | 16  | 79        | 1.142     | 14,5      | 54        | 6         | 4     | 12    | 3,0   | 14    | 0     | 1      | 1      |
| 2005     | Houston Texans | 13  | 13  | 63        | 688       | 10,9      | 53        | 2         | 6     | 10    | 1,7   | 5     | 0     | 1      | 1      |
| 2006     | Houston Texans | 16  | 16  | 103       | 1.147     | 11,1      | 53        | 5         | 3     | 14    | 4,7   | 18    | 0     | 1      | 0      |
| 2007     | Houston Texans | 9   | 9   | 60        | 851       | 14.2      | 77        | 8         | 0     | 0.0   | 0     | 0     | 0     | 1      | 1      |
| 2008     | Houston Texans | 16  | 16  | 115       | 1.575     | 13,7      | 65        | 8         | 0     | 0.0   | 0     | 0     | 0     | 1      | 1      |
| 2009     | Houston Texans | 16  | 16  | 101       | 1.569     | 15,5      | 72        | 9         | 2     | 10    | 5,0   | 7     | 0     | 1      | 0      |
| 2010     | Houston Texans | 13  | 13  | 86        | 1.216     | 14,1      | 60        | 8         | 2     | 10    | 5,0   | 7     | 0     | 1      | 0      |
| 2011     | Houston Texans | 7   | 7   | 33        | 492       | 14,9      | 50        | 2         | 1     | 8     | 8,0   | 8     | 0     | 0      | 0      |
| 2012     | Houston Texans | 16  | 16  | 112       | 1.598     | 14,3      | 60        | 4         | 0     | 0     | 0     | 0     | 0     | 0      | 0      |
| 2013     | Houston Texans | 16  | 16  | 109       | 1.407     | 12,9      | 62        | 5         | 0     | 0     | 0     | 0     | 0     | 0      | 0      |
| 2014     | Houston Texans | 15  | 15  | 85        | 936       | 11,0      | 35        | 3         | 0     | 0     | 0     | 0     | 0     | 3      | 3      |
| Carriera |                | 169 | 169 | 1.012     | 13.597    | 13,4      | 77        | 64        | 23    | 54    | 2,3   | 18    | 0     | 10     | 7      |

### Record NFL
- Unico giocatore ad avere ricevuto 60 o più passaggi in tutte le sue prime otto stagioni
- Maggior numeri di partite con 10 o più ricezioni in una stagione: 7 (condiviso con Wes Welker)
- Maggior numero di stagioni con 100 o più ricezioni: 5 (condiviso Wes Welker)
- Maggior numero di stagioni con 100 o più ricezioni e più di 1.400 yard ricevute: 4
- Maggior numero di gare con 10 o più ricezioni e 100 o più yard ricevute: 17